# Daïra de Ben Mehidi
La daïra de Ben Mehidi est une circonscription administrative algérienne située dans la wilaya d'El Tarf. Son chef-lieu est situé sur la commune éponyme de Ben Mehidi.
La daïra regroupe les deux communes de Ben Mehidi, Echatt et Berrihane.